# فيكتور كورتو
فيكتور كورتو (بالإسبانية: Víctor Curto Ortiz) هو لاعب كرة قدم إسباني في مركز الهجوم، ولد في 17 يونيو 1982 في طرطوشة في إسبانيا. لعب مع ريال جيان وريال مورسيا وفالنسيا ميستايا ونادي ألباسيتي ونادي ألكويانو ونادي برشلونة أتلتيك ونادي برشلونة ج ونادي برشلونة ونادي جيرونا ونادي ريوس ديبورتيو ونادي سان أندرو ونادي هويسكا ونادي يوبين.

## وصلات خارجية
- فيكتور كورتو على موقع قاعدة بيانات كرة القدم.إي يو (الإنجليزية)
- فيكتور كورتو على موقع Soccerbase.com (لاعب) (الإنجليزية)
- فيكتور كورتو على موقع Soccerway.com (الإنجليزية)
- فيكتور كورتو على موقع AS.com (الإسبانية)